# Europese kampioenschappen badminton 1986
De 10e editie van het Europees kampioenschap badminton werd georganiseerd door de Zweedse stad Uppsala. Het toernooi duurde 7 dagen, van 8 april 1986 tot en met 14 april 1986.

## Medaillewinnaars
| Onderdeel      | 1e plaats                      | 2e plaats                        | 3e plaats                             |
| -------------- | ------------------------------ | -------------------------------- | ------------------------------------- |
| Mannen enkel   | Morten Frost                   | Ib Frederiksen                   | Torben Carlsen                        |
| Mannen enkel   | Morten Frost                   | Ib Frederiksen                   | Michael Kjeldsen                      |
| Vrouwen enkel  | Helen Troke                    | Kirsten Larsen                   | Svetlana Beliasova                    |
| Vrouwen enkel  | Helen Troke                    | Kirsten Larsen                   | Christine Magnusson                   |
| Mannen dubbel  | Steen Fladberg Jesper Helledie | Stefan Karlsson Thomas Kihlström | Jan Eric Antonsson Pär-Gunnar Jonsson |
| Mannen dubbel  | Steen Fladberg Jesper Helledie | Stefan Karlsson Thomas Kihlström | Mark Christiansen Michael Kjeldsen    |
| Vrouwen dubbel | Gillian Gowers Gillian Clark   | Dorte Kjaer Nettie Nielsen       | Maria Bengtsson Christine Magnusson   |
| Vrouwen dubbel | Gillian Gowers Gillian Clark   | Dorte Kjaer Nettie Nielsen       | Karen Beckman Sarah Halsall           |
| Gemengd dubbel | Martin Dew Gillian Gilks       | Nigel Tier Gillian Gowers        | Thomas Kihlström Christine Magnusson  |
| Gemengd dubbel | Martin Dew Gillian Gilks       | Nigel Tier Gillian Gowers        | Stefan Karlsson Maria Bengtsson       |
| Teams          | Denemarken                     | Engeland                         | Zweden                                |

## Medailleklassement
| Plaats | Land        | Goud | Zilver | Brons | Totaal |
| 1      | Denemarken  | 3    | 3      | 3     | 9      |
| 2      | Engeland    | 3    | 2      | 1     | 6      |
| 3      | Zweden      | 0    | 1      | 6     | 7      |
| 4      | Sovjet-Unie | 0    | 0      | 1     | 1      |
| Totaal | Totaal      | 6    | 6      | 11    | 23     |